# Parekklisha
Parekklisha är en ort i Cypern.   Den ligger i distriktet Eparchía Lemesoú, i den centrala delen av landet, 50 km söder om huvudstaden Nicosia. Parekklisha ligger 125 meter över havet och antalet invånare är 1 382. Den ligger på ön Cypern.
Terrängen runt Parekklisha är kuperad åt nordväst, men åt sydost är den platt. Havet är nära Parekklisha söderut. Närmaste större samhälle är Limassol, 12,9 km sydväst om Parekklisha. 